# Amusement Vision
 (octobre 2019).
Si vous disposez d'ouvrages ou d'articles de référence ou si vous connaissez des sites web de qualité traitant du thème abordé ici, merci de compléter l'article en donnant les références utiles à sa vérifiabilité et en les liant à la section « Notes et références ».
Amusement Vision, Ltd. était un studio de développement japonais de jeux vidéo fondé en 2000 et anciennement connu sous le nom de Sega AM4.
En 2008, Sega opère une restructuration qui touche l'effectif du studio qui se fait appeler CS1 R&D
Depuis 2011, après une nouvelle restructuration, le studio est désormais connu sous le nom du Ryū ga Gotoku Studio.

## Historique
Le 1er juillet 2004, Amusement Vision ainsi que les autres filiales de Sega, Wow Entertainment, Hitmaker, Smilebit, Sega Rosso, Overworks et United Game Artists réintègrent Sega à la suite de la fusion entre Sega et Sammy de laquelle résulte la création d'une holding nommée Sega Sammy Holdings.
Les filiales cessent alors d'exister et sont renommées.

## Jeux développés
| Titre                                          | Date de Sortie | Plates-formes       |
| ---------------------------------------------- | -------------- | ------------------- |
| Manx TT Superbike                              | 1995           | Arcade              |
| SpikeOut                                       | 1998           | Arcade              |
| SpikeOut Final Edition                         | 1999           | Arcade              |
| Sonic Shuffle                                  | 2000           | Dreamcast           |
| Virtua NBA                                     | 2000           | Arcade              |
| Slash Out                                      | 2000           | Arcade              |
| Planet Harriers                                | 2000           | Arcade              |
| Daytona USA 2001                               | 2000           | Dreamcast           |
| Monkey Ball                                    | 2001           | Arcade              |
| Spiker's Battle                                | 2001           | Arcade              |
| Virtua Striker 3                               | 2001           | Arcade              |
| Super Monkey Ball                              | 2001           | GameCube            |
| Virtua Striker 3 ver.2002                      | 2002           | GameCube            |
| Virtua Striker 2002                            | 2002           | Arcade              |
| Super Monkey Ball 2                            | 2002           | GameCube            |
| F-Zero AX                                      | 2003           | Arcade              |
| F-Zero GX                                      | 2003           | GameCube            |
| Shining Force: Resurrection of the Dark Dragon | 2004           | Game Boy Advance    |
| Ollie King                                     | 2004           | Arcade              |
| Shining Tears                                  | 2004           | PlayStation 2       |
| Shining Force Neo                              | 2005           | PlayStation 2       |
| Super Monkey Ball Deluxe                       | 2005           | PlayStation 2, Xbox |
| Spikeout Battle Street                         | 2005           | Xbox                |
| Yakuza                                         | 2005           | PlayStation 2       |
| Yakuza 2                                       | 2006           | PlayStation 2       |
| Shining Force EXA                              | 2007           | PlayStation 2       |
| Shining Wind                                   | 2007           | PlayStation 2       |
| Yakuza Kenzan!                                 | 2008           | PlayStation 3       |
| Yakuza 3                                       | 2009           | PlayStation 3       |
| Yakuza 4                                       | 2010           | PlayStation 3       |
| Yakuza: Dead Souls                             | 2011           | PlayStation 3       |